# Detritivora hermodora
Detritivora hermodora is een vlindersoort uit de familie van de prachtvlinders (Riodinidae), onderfamilie Riodininae.
Detritivora hermodora werd in 1861 beschreven door C. & R. Felder.